# Орден Максиміліана «За досягнення в науці та мистецтві» (Баварія)
Орден Максиміліана «За досягнення в науці та мистецтві» (нім. Bayerischer Maximiliansorden für Wissenschaft und Kunst) — баварський орден за заслуги в галузі наук та мистецтв.

## Історія
Баварський орден Максиміліана, що називався також баварською Нобелівською премією, був заснований за указом короля Баварії Максиміліана II 28 листопада 1853 року. З початком правління в Німеччині націонал-соціалістів, тобто з 1933 року, орденом більше не нагороджували. Тільки у 1980 році, за ініціативою прем'єр-міністра Баварії Франца Йозефа Штрауса, орден було відроджено, і з 1981 року його знову ввели для відзнаки за видатний внесок в різні галузі науки та культури. Орден має 2 різновиди — для діячів науки і для діячів мистецтва. Всього за історію існування ордену Максиміліана було зроблено близько 185 нагороджень. У XIX і на початку XX століття орденом Максиміліана нагороджував король Баварії, після 1981 року — прем'єр-міністр Баварії.

## Опис ордена
Орденський знак є покритий синьою емаллю готський хрест з білою облямівкою і 4-ма променями по кутах, оточений білим із золотом кільцем. На вершині хреста знаходиться корона, на одній з хрестовин — дата заснування: 28.11.1853.
Орденська стрічка — темно-синя з білими полями по краях.

## Нагороджені орденом (неповний список)

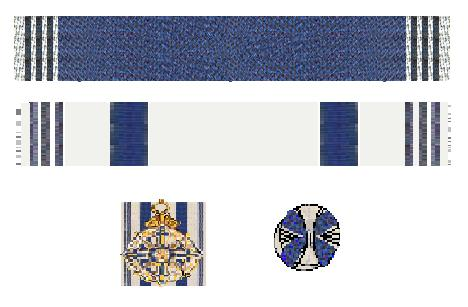
Стрічки та атрибути ордена 1918 року і 1980 року

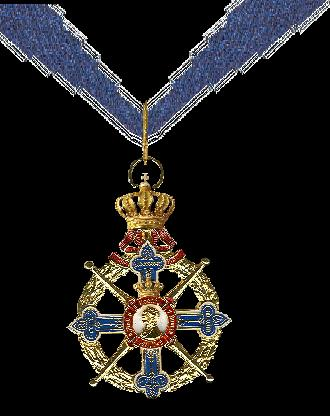
Знаки ордена до 1918 року

в галузі науки:
- Александр фон Гумбольдт (1853)
- Карл Фрідріх Гаусс (1853)
- Герман Гельмгольц (1867)
- Конрад фон Маурер
- Теодор Моммзен (1871)
- Фелікс Клейн (1899)
- Ріхард Вільштеттер (1925)
- Арнольд Зоммерфельд (1932)
- Голо Манн (1981)
- Курт Магнус (1986)
- Бенедикт XVI (1996)
- Берт Холлдоблер (2003)

в галузі мистецтва:
- Якоб Грімм (1853)
- Йозеф фон Ейхендорф (1853)
- Едуард Меріке (1862)
- Адольф фон Вільбрандт (1884)
- Конрад Мейєр (1888)
- Фріц фон Уде (1902)
- Пауль Хейзе (1871)
- Герхарт Гауптман (1911)
- Гайнц Рюман (1981)
- Карл Орф (1981)
- Ганс Гартунг (1984)
- Ернст Юнгер (1986)
- Рупрехт Гейгер (1993)
- Бригітта Фассбендер (1995)
- Мартін Вальзер (1996)
- Бріґітте Кронауер (2016)